# Indiferentismo
Indiferentismo o indiferentismo religioso es la postura religiosa que, sin necesidad de afirmar o negar la existencia de Dios, considera indiferente adscribirse a una religión concreta, a ninguna de ellas. Entendido como indiferencia religiosa, sería el descuido en el cumplimiento de los deberes religiosos por quien cree en ellos. Esta última actitud, más que "indiferentismo" es "tibieza religiosa", la que suele designarse con la expresión "creyente, pero no practicante"; mientras que la del propiamente indiferentista se designaría con la expresión "no creyente".
Cuando se presenta de un modo cínico o hipócrita (según se haga abierta o solapadamente), el indiferentismo puede llevar a cambiar de religión por conveniencia. El caso más famoso históricamente es el de Enrique IV de Francia, al que se atribuye la frase "París bien vale una misa" (era protestante y se hizo católico). No hay que confundir esa postura con el egoísmo: la decisión de Enrique puso fin a una terrible guerra de religión, y le puso a él en una posición no precisamente cómoda (de hecho, terminó asesinado por un fanático católico).
El indiferentismo niega o relativiza la principal implicación del teísmo: que sea deber del hombre rendir culto a Dios mediante la creencia y práctica de una única religión verdadera (asumiendo que hay una única verdadera, y que por tanto todas las demás son falsas). Frente a ello, Gibbon describe así las posturas que en el mundo romano se adoptaba ante las distintas religiones existentes: fueron para el pueblo igualmente verdaderas; para el filósofo, igualmente falsas; y para el magistrado, igualmente útiles.
En la terminología filosófica católica, "indiferentismo" es la creencia en que no hay una religión o filosofía superior a otra,  por lo tanto cada persona es libre para elegir y practicar la que crea. Es habitual adscribir el indiferentismo a cualquier postura religiosa o filosófica que quiera denigrarse (libertinismo, librepensamiento, materialismo, ateísmo, agnosticismo). En apologética se distinguen tres tipos de indiferentismo: indiferentismo absoluto, indiferentismo restringido e indiferentismo liberal o latitudinario. El indiferentismo se define y condena por primera vez en la encíclica Mirari vos de Gregorio XVI (1832).

## Indiferentismo político y tolerancia religiosa
Además del indiferentismo como postura personal también un indiferentismo político como postura estatal: la política religiosa de un Estado que trata a todas las religiones de igual forma, de modo que haya o no relaciones Iglesia-Estado, en ningún caso hay religión oficial. Aunque muy a menudo se identifica esa política como tolerancia religiosa, en realidad tal concepto implica que una religión, la dominante, "tolera" la existencia de otra u otras. Algunas coyunturas históricas son paradigmáticas: además de la Francia del edicto de Nantes (de 1598 -Enrique IV- a 1685 -Luis XIV-), en Roma (en cuanto al cristianismo) el periodo que va del Edicto de Milán (313, Constantino el Grande) al Edicto de Tesalónica (380, Teodosio el Grande), en Extremo Oriente el imperio de Gengis Khan, y algunos periodos de la Edad Media española caracterizados por el intercambio cultural (algunos momentos del Califato de Córdoba, el Toledo de la escuela de traductores). En la Europa moderna destacaron el Imperio turco, la Venecia del siglo XVI y el Ámsterdam del siglo XVII; en el siglo XVIII algunos de los despotismos ilustrados: la Prusia de Federico II el Grande o la Rusia de Catalina la Grande; e inaugurando la posición propia del Estado liberal de la Edad Contemporánea, el tratamiento de la religión en Estados Unidos a partir de su independencia.

## Indeferentismo absoluto
Immanuel Kant argumentaba que el indeferentismo absoluto representa una extrema forma de escepticismo que argumenta que no existe una posición racional para aceptar ninguna posición filosófica, una posición que coincida con la comprensión católica  del término. Según la Iglesia católica, este tipo de indiferencia absoluta resulta en la voluntad de conceder cualquier posición. A menudo se asocia con el relativismo moral.